# Renato Longo
Renato Longo, född den 9 augusti 1937 i Vittorio Veneto, död den 8 juni 2023 i Conegliano, var en italiensk tävlingscyklist som var specialist på cykelcross, i vilket han blev världsmästare fem gånger och italiensk mästare tolv.

## Meriter

### Cykelcross
Både de italienska mästerskapen och världsmästerskapen gick i januari–februari.
| SäsongMästerskap        | 1957 1958 | 1958 1959 | 1959 1960 | 1960 1961 | 1961 1962 | 1962 1963 | 1963 1964 | 1964 1965 | 1965 1966 | 1966 1967 | 1967 1968 | 1968 1969 | 1969 1970 | 1970 1971 | 1971 1972 |
| ----------------------- | --------- | --------- | --------- | --------- | --------- | --------- | --------- | --------- | --------- | --------- | --------- | --------- | --------- | --------- | --------- |
| Världsmästerskapen      | 4         |           | 7         |           |           |           |           |           | DNF       |           | 11        |           | 5         | 7         | 13        |
| Italienska mästerskapen |           |           |           |           |           |           |           |           |           |           |           |           |           |           |           |

DNF = Fullföljde ej.

### Landsväg
1960
Vinnare av prologen (ITT) i Volta a Portugal

### Bana
1958
 Italiensk amatörmästare i stayer